# Una donna fantastica
Una donna fantastica (Una mujer fantástica) è un film del 2017 diretto da Sebastián Lelio.
Film drammatico che ai Premi Oscar 2018 è stato premiato come miglior film straniero, in rappresentanza del Cile. È il primo film cileno e terzo film sudamericano (i primi furono La storia ufficiale e Il segreto dei suoi occhi che rappresentarono l'Argentina) a ricevere tale riconoscimento.

## Trama
Marina Vidal è una giovane cameriera e aspirante cantante lirica, che vive a Santiago del Cile ed ha una relazione con Orlando, che è di 20 anni più grande di lei. Dopo aver festeggiato focosamente il compleanno di Marina, una sera Orlando ha un malore e la donna lo porta immediatamente al pronto soccorso, dove lui poco dopo muore: la donna, essendo stata l'unica persona con l'uomo nelle ultime ore, viene subito vista con sospetto dai medici e dalla famiglia di Orlando, che avviano delle indagini su di lei per vedere se è coinvolta nella morte dell'uomo.
Tutta la soggezione e poco rispetto con cui ella viene trattata non nasce a caso: Marina è infatti una donna transgender, e per la maggior parte della famiglia di Orlando la sua identità di genere è un'aberrazione, una perversione, e per questo viene ostacolata in ogni modo. Le viene vietato di partecipare al funerale e rischia di essere cacciata dall'appartamento che divideva con Orlando.

Marina perciò deve lottare per il diritto di essere sé stessa, avendo speso tutta la sua vita per diventare ciò che è oggi: una donna fantastica.

## Produzione
All'inizio l'attrice e mezzosoprano Daniela Vega era stata scelta dal regista Lelio per scrivere parte della sceneggiatura, per renderla "il più reale possibile", per poi ottenere anche la parte di protagonista.

## Colonna sonora
La colonna sonora del film è stata composta e curata da Matthew Herbert, con produzioni originali.
Oltre alle composizioni originali di Herbert, nel film compaiono anche estratti di canzoni come:
- Periódico de Ayer di Héctor Lavoe (in una cover cantata da Marina nel club);
- (You Make Me Feel Like) A Natural Woman di Aretha Franklin;
- Ombra mai fu, aria tratta dall'opera Serse di Georg Friedrich Handel (cantata da Marina nella scena finale in teatro);
- Time, degli Alan Parsons Project (accompagnante i titoli di coda).

## Distribuzione

Logo ufficiale del film

Il film è stato presentato in anteprima e in concorso al Festival di Berlino del 2017.
È stato poi distribuito nelle sale cinematografiche cilene il 6 aprile 2017, mentre in quelle italiane dal 19 ottobre dello stesso anno.

## Accoglienza

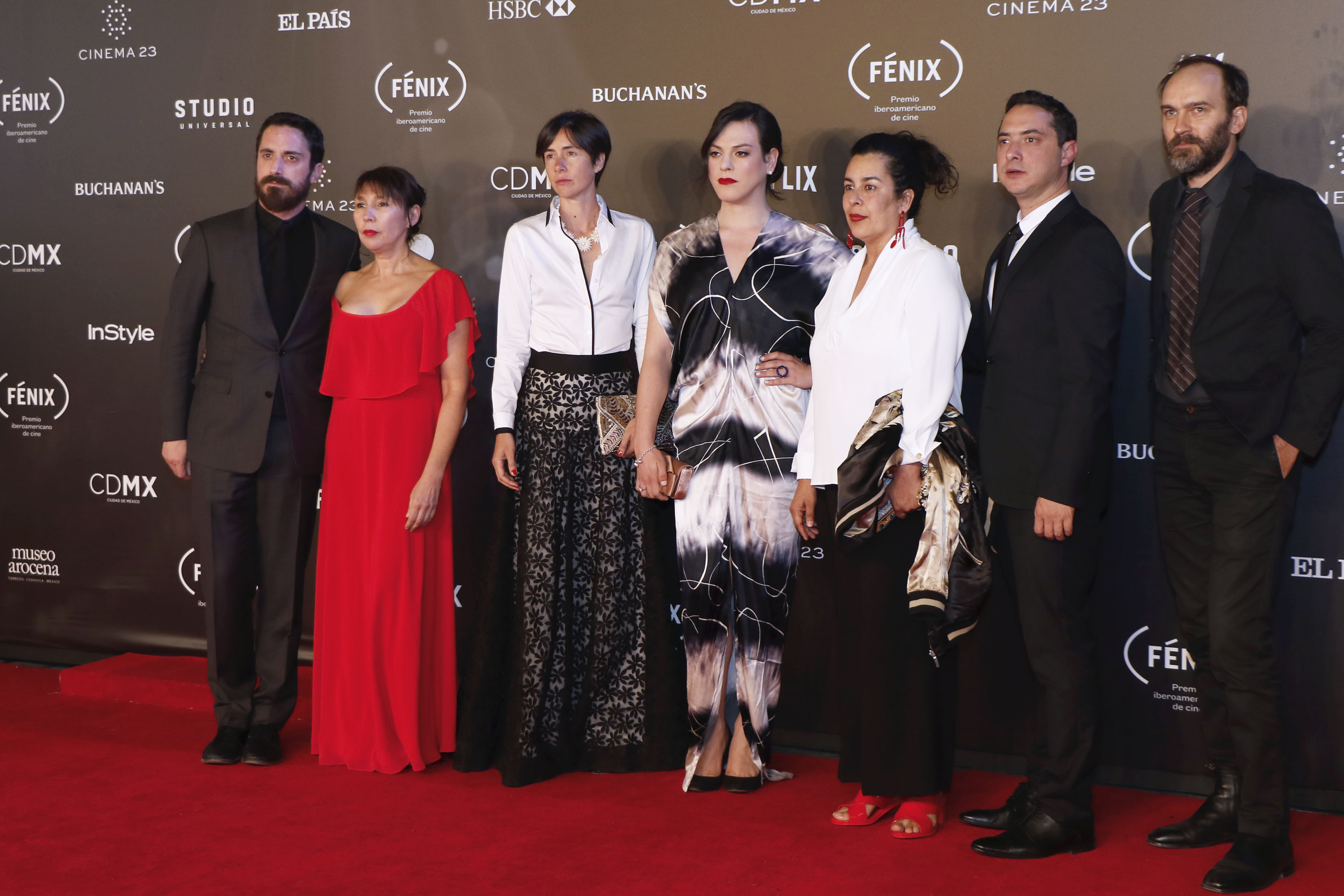
Il cast del film al completo ai Premi Fénix

### Incassi
Il film ha incassato in tutto il mondo un totale complessivo di 3.803.097 dollari esatti.

### Critica
Il film, sin dalla sua prima ai diversi festival cinematografici in cui è stato presentato, ha ricevuto il plauso di critica e pubblico.
Infatti, per esempio, sul sito web Rotten Tomatoes il film riceve l'eccezionale percentuale del 94% delle recensioni professionali positive, con un voto medio di 8,10/10, basato su 221 recensioni.
Anche su Metacritic il film è stato molto apprezzato, ottenendo un punteggio medio di 86 su 100, basato su 43 critiche, indicando "il riconoscimento universale".
Ma l'obiettivo più alto e importante che il film ha ricevuto è stato il contributo che esso ha offerto alla comunità LGBT nel suo paese: infatti è anche grazie ad esso se il governo dell'epoca del Cile, alla fine del 2018, ha approvato una serie di leggi a favore del cambiamento dei dettagli ufficiali per le persone transgender.

## Riconoscimenti
- 2018 - Premio Oscar[8]
  - Miglior film straniero (Cile)
- 2018 - Golden Globe[9]
  - Candidatura per il Miglior film straniero

2017 - Festival di Berlino
- - Orso d'argento per la migliore sceneggiatura
  - Teddy Award per il miglior film
  - Premio della giuria ecumenica - Menzione speciale
  - Candidatura per l'Orso d'oro
- 2017 - Festival du film de Cabourg
  - Grand Prix
- 2017 - National Board of Review Awards[10]
  - Migliori cinque film stranieri
- 2018 - Critics' Choice Awards[11]
  - Candidatura per il Miglior film straniero
- 2018 - Independent Spirit Awards[12]
  - Miglior film straniero
- 2018 - Premio Goya
  - Miglior film straniero in lingua spagnola